# Ezio Vanoni

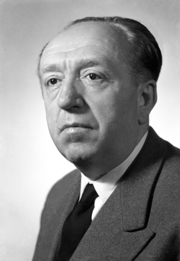
Ezio Vanoni in den 1950er-Jahren

Ezio Vanoni (* 3. August 1903 in Morbegno; † 16. Februar 1956 in Rom) war ein italienischer Ökonom und Politiker der Democrazia Cristiana. Er war von 1948 bis 1954 italienischer Finanzminister und anschließend von 1954 bis zu seinem Tod Haushaltsminister.

## Leben

### Jugend und akademische Laufbahn bis zur Professur
Ezio Vanoni, ältestes von vier Kindern, wuchs im lombardischen Morbegno auf und wurde stark religiös erzogen. Nach seinem Abitur studierte er bis 1925 Rechtswissenschaften in Pavia. Vanoni, der zu dieser Zeit von der Idee des Demokratischen Sozialismus überzeugt war, erlangte in der faschistischen Ära unter Benito Mussolini den Ruf eines „Subversiven“.
Nach Abschluss seines Studiums leistete er seinen Militärdienst und veröffentlichte ein Essay, in dem er die seinerzeit diskutierte Aufwertung der italienischen Lira befürwortete. Anders als die meisten Befürworter der Währungsaufwertung vertrat Vanoni jedoch die Auffassung, dass eine Deflation nach Einführung eines umfassenden Konjunkturprogramms hätte erfolgen müssen und nicht davor. Ab 1931 arbeitete er an der juristischen Fakultät der Universität Cagliari und gründete im selben Jahr eine Anwaltskanzlei in Mailand. 1933 ging er nach Rom und arbeitete als Finanzwissenschaftler an der dortigen juristischen Fakultät, nachdem im Vorjahr eine Bewerbung um eine Professur in Messina gescheitert war. 1939 trat Vanoni in die Staatspartei PNF ein und erhielt im selben Jahr einen Lehrstuhl an der Universität von Venedig. In den Jahren danach trat der anerkannte Finanzwissenschaftler Vanoni als Gegner einer Inflationspolitik auf, die er als Verstoß gegen die Generationengerechtigkeit sah, da eine Inflation zu Lasten künftiger Generationen fiele.

### Politiker der Italienischen Republik
1946 wurde Vanoni in die sogenannte Commissione dei 75 gewählt, die die Verfassung der neuen Italienischen Republik ausarbeitete. Gemeinsam mit Luigi Einaudi formulierte er für die Verfassung das Prinzip eines ausgeglichenen Staatshaushaltes. 1947 war Vanoni einige Monate Minister für Außenhandel, ehe er im Mai 1948 italienischer Finanzminister wurde. Er zählte zu den maßgeblichen Regierungspolitikern dieser Zeit und initiierte unter anderem eine umfassende Zoll- und Steuerreform. Im Dezember 1954 wurde ein von Ezio Vanoni ausgearbeitetes Papier, in Italien als Schema oder Piano Vanoni bekannt, vom Ministerrat verabschiedet. Vanoni formulierte hier das Ziel der Vollbeschäftigung mit der Schaffung von mehr als drei Millionen neuen Arbeitsplätzen bis 1964 sowie den Abbau des wirtschaftlichen Ungleichgewichts zwischen Nord- und Süditalien.
Er starb im Februar 1956 während einer Sitzung des italienischen Senats.

## Ehrungen
- 1955: Großkreuz des Verdienstordens der Bundesrepublik Deutschland

## Werke
- Natura ed interpretazione delle leggi tributarie, Padua, CEDAM, 1932.
- Lezioni di diritto finanziario e scienza delle finanze tenute nell'anno 1936-37, 2 Bde., Padua, CEDAM, 1937.
1. Principi di economia e politica finanziaria
2. Elementi di diritto tributario
- Problemi dell'imposizione degli scambi, Padua, CEDAM, 1939.
- Discorsi sul programma di sviluppo economico, Rom: Istituto poligrafico dello Stato, 1956.